# Wouter Vrancken
Pour les articles homonymes, voir Vrancken.
Wouter Vrancken, né le 3 février 1979 à Saint-Trond en Belgique, est un footballeur et entraîneur belge qui joue au poste de milieu de terrain. Il est actuellement l'entraîneur du Saint-Trond VV.

## Carrière d'entraineur

### Début en provincial
Wouter Vrancken commence sa carrière d'entraineur en Provincial. Il réussit notamment à emmener le club du KVV Thes Sport Tessenderlo en 3e division.

### Lommel SK
Le 2 mai 2017, Vrancken signe pour 1 saison au club de Lommel SK, en Division 1 amateur, avec option pour 1 saison supplémentaire.  Il quitte le club le  29 octobre 2017 à la surprise générale alors que celui-ci est en tête du championnat. 

### KV Courtrai
Annoncé au KV Malines, il devient le 13 novembre 2017 entraîneur-adjoint de Glen De Boeck au KV Courtrai.  Il y a signé un contrat portant jusqu'à la fin de la saison. 
En mai 2017, son contrat est prolongé pour une durée indéterminée. 

### FC Malines
Le 21 août 2018, Wouter Vrancken devient le nouvel entraineur principal du FC Malines, en remplacement de Dennis van Wijk.  Il y a signé un contrat portant sur 2 saisons avec pour mission de ramener le club malinois en Jupiler Pro League.
Il remporte avec le club la Coupe de Belgique de football 2018-2019 ainsi que le Championnat de Belgique de football D2 2018-2019.

### KRC Genk
Le 28 mai 2022, Wouter Vrancken devient le nouveau T1 du KRC Genk, succédant à l'entraîneur allemand Bernd Storck.  
Il y a signé un CDI.
Le 26 janvier 2022, Wouter Vrancken remporte le titre d'entraineur de l'année au soulier d'or grâce à ses performances avec le club limbourgeois (à cette date, le club est 1er du championnat avec 55 points, soit 6 de plus que le 2e et compte 18 victoires contre seulement 1 nul et 2 défaites).
A la fin de la saison 2022-2023, il permet au club de finir vice-champion de Belgique, à 1 point du vainqueur, l'Antwerp.
La saison 2023-2024 est plus compliquée.  Le club se qualifie pour les "Champion Playoffs"  mais finit à la 5e place pour jouer le barrage contre Gand, vainqueur des "Europe Playoffs", que les limbourgeois perdront.  De ce fait, Genk ne jouera aucune compétition européenne la saison suivante.
Les autres déceptions de la saison du club limbourgeois est une élimination en coupe de Belgique en 1/8e de finales et une élimination dès la phase de groupe en Conference League (le club finissant 3e du groupe).
Wouter Vrancken ayant exprimé des envies d'ailleurs, il est officiellement démis de ses fonctions d'entraîneur de Genk le 9 mai 2024, à 3 matches de la fin du championnat.

### KAA La Gantoise
Le 5 juin 2024, Wouter Vrancken devient le nouvel entraîneur de La Gantoise et succède à l'emblèmatique Hein Vanhaezebrouck, qui a décidé lui-même de quitter les buffalos. Le 20 janvier 2025, à la suite de résultats décevants, la direction gantoise annonce qu'il a été décidé d'un commun accord avec Vrancken de mettre fin à la collaboration.

## Statistiques
| Saison    | Club            | Pays     | Compétition    | Matchs | Buts |
| --------- | --------------- | -------- | -------------- | ------ | ---- |
| 1997-1998 | Saint-Trond VV  | Belgique | Jupiler League | 25     | 3    |
| 1998-1999 | Saint-Trond VV  | Belgique | Jupiler League | 20     | 2    |
| 1999-2000 | Saint-Trond VV  | Belgique | Jupiler League | 29     | 4    |
| 2000-2001 | Saint-Trond VV  | Belgique | Jupiler League | 32     | 1    |
| 2001-2002 | Saint-Trond VV  | Belgique | Jupiler League | 32     | 1    |
| 2002-2003 | Saint-Trond VV  | Belgique | Jupiler League | 19     | 3    |
| 2003-2004 | Saint-Trond VV  | Belgique | Jupiler League | 20     | 2    |
| 2004-2005 | KAA La Gantoise | Belgique | Jupiler League | 31     | 2    |
| 2005-2006 | KAA La Gantoise | Belgique | Jupiler League | 30     | 7    |
| 2006-2007 | KRC Genk        | Belgique | Jupiler League | 32     | 6    |
| 2007-2008 | KRC Genk        | Belgique | Jupiler League | 23     | 4    |
| 2008-2009 | KRC Genk        | Belgique | Jupiler League | 1      | 0    |
| 2008-2009 | FC Malines      | Belgique | Jupiler League | 25     | 1    |
| 2009-10   | FC Malines      | Belgique | Jupiler League | 9      | 0    |
| 2009-10   | KV Courtrai     | Belgique | Jupiler League | 0      | 0    |
| 2010-11   | RDK Gravelo     | Belgique |                |        |      |
|           |                 |          | Total          | 328    | 36   |